# Departamento de Totoral
Departamento de Totoral är en kommun i Argentina.   Den ligger i provinsen Córdoba, i den centrala delen av landet, 700 km nordväst om huvudstaden Buenos Aires. Antalet invånare är 7 110.
Trakten runt Departamento de Totoral består till största delen av jordbruksmark. Runt Departamento de Totoral är det mycket glesbefolkat, med 5 invånare per kvadratkilometer.